# ASC Abeilles
El ASC Abeilles es un equipo de fútbol de Mayotte que juega en la Primera División de Mayotte, la máxima categoría de fútbol en el territorio.

## Historia
Fue fundado en el año 1981 en la ciudad de M'tsamboro y es el club de fútbol más importante de la ciudad y uno de los equipos fundadores de la Primera División de Mayotte al año siguiente.
Es uno de los equipos de fútbol más importantes de Mayotte, aunque no cuenta con muchos títulos, ya que fue hasta la temporada 2011 que consiguieron ganar su primer título de liga, mismo año en el que ganaron la eliminatoria a la Copa de Francia.
En el año 2011 el club participó por primera vez en la Copa de Francia, en donde fue eliminado en la primera ronda por el US Raonnaise por marcador de 0-6.
En la temporada 2012 participaron por primera vez en la Copa de Campeones del Océano Índico, donde vencieron 2-0 al Fomboni FC de Comoros, pero perdieron 0-8 con el CNaPS Sports de Madagascar.

## Palmarés
- Primera División de Mayotte: 1

2011
- Copa Regional de Francia: 1

2011

## El Equipo en la Estructura del Fútbol Francés
- Copa de Francia: 1 aparición

2011/12